# Soto (alimento)
Soto denominado también Sroto o Coto es una sopa típica de la cocina indonesa que se elabora de un caldo de base y verduras diversas. Las carnes empleadas en la elaboración del caldo provienen principalmente de la vaca o del pollo, pero existen versiones con cerdo o cordero. Se suele tomar acompañado de arroz. Los sotos se diferencian de sus ingredientes por ejemplo se tiene el Soto ayam (pollo) y el Soto Kambing (cordero).

## Variedades Regionales

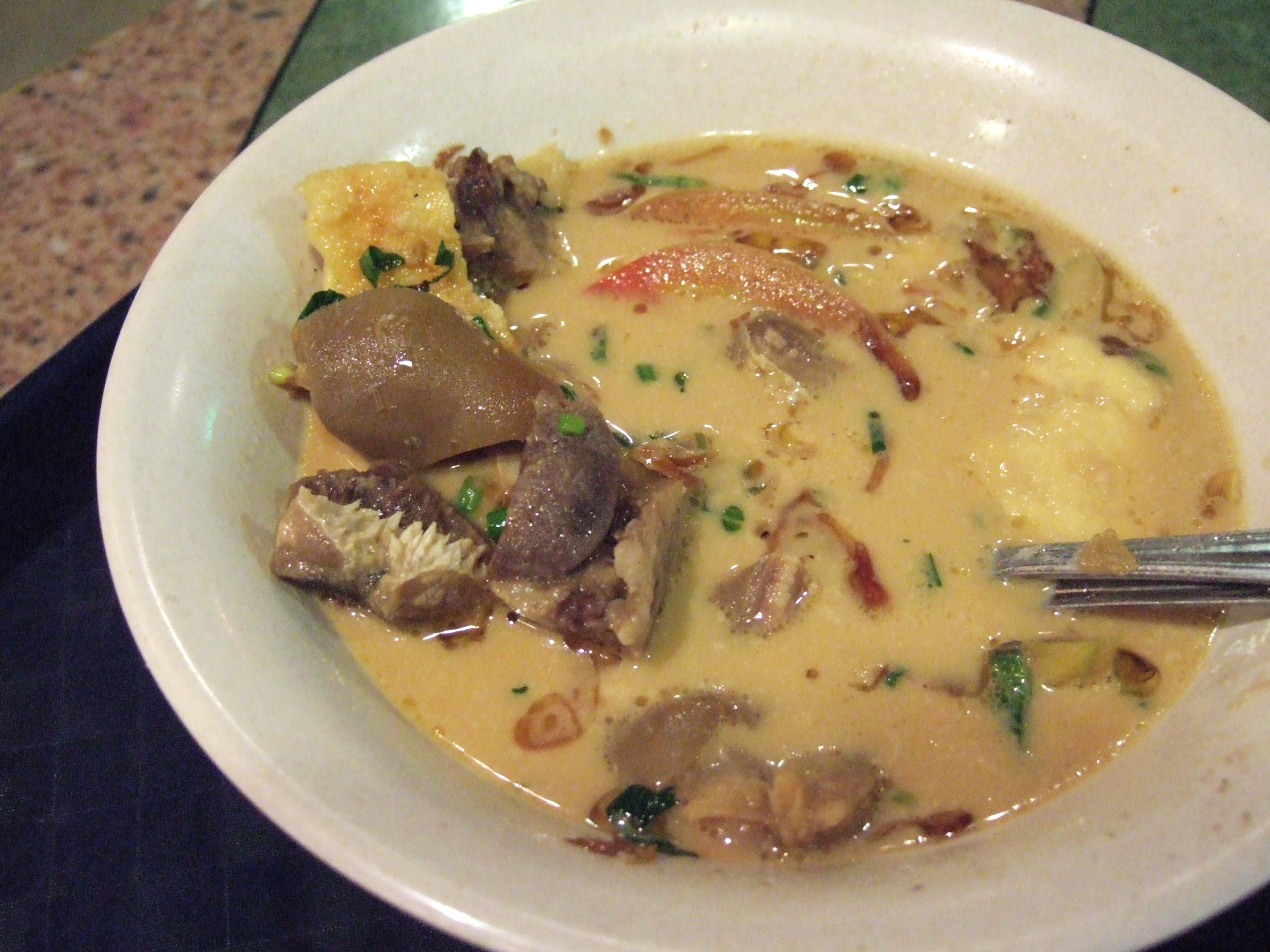
Detalle de un Soto kaki kambing - cordero.

Existen, no obstante, otros sotos que pueden distinguirse regionalmente. Existen muchas variedades de sotos en los restaurantes de Indonesia, y se debe principalmente a las etnias y a las formas de preparar su cocina, un ejemplo es el Soto Madura (procedente de este de Java), el Soto Betawi (de Yakarta), el Soto Padang (del oeste de Sumatra), el Soto Bandung (procedente del oeste de Java), el Soto Banjar (del sur de Kalimantan) y el Coto Makassar (del sur de Célebes). Todos ellos tienen sus sabores distintivos y se elaboran con los gustos regionales de las personas y las etnias que lo elaboran.

## Sotos con pollo
- Soto Ambengan, originario de Ambengan, Surabaya. El Soto Ambengan es famoso por su topping koya.
- Soto Banjar
- Soto Kudus
- Soto Medan

## Sotos con ternera
- Soto Betawi
- Coto Makassar
- Soto Madura
- Soto Tangkar